# Crescendo rossiniano
Il crescendo rossiniano è una particolare applicazione del crescendo utilizzata specialmente dal compositore Gioachino Rossini, da cui prende il nome.

## Tecnica
La tecnica consiste nella ripetizione di alcune battute da parte dell'orchestra, nella quale le sezioni di strumenti entrano gradualmente, e nel contempo eseguono un crescendo dinamico, accompagnato spesso, a seconda della direzione, da un accelerando agogico.
La tecnica, pur non essendo esclusiva di Gioachino Rossini né una sua invenzione, trova in lui il massimo utilizzatore; l'effetto generato nell'ascoltatore è quello di una fretta e di una concitazione crescenti che trasportano vertiginosamente verso l'esplosione del finale.
Tra i vari effetti musicali sicuramente è uno dei più coinvolgenti e trasportanti per il pubblico e uno dei metodi più efficaci di scatenare gli applausi.

## Esempi
Alcuni esempi sono:
- da Il barbiere di Siviglia:
  - finale della Sinfonia;
    - aria La calunnia è un venticello;

  - finale del 1° atto;
- da L'italiana in Algeri:
  - finale della Sinfonia;
- da Guglielmo Tell, la fanfara finale della sinfonia e l’Ouverture (parte iniziale).